# Danvers (Illinois)
Danvers – wieś w Stanach Zjednoczonych, w stanie Illinois, w hrabstwie McLean.